# André Berthelot

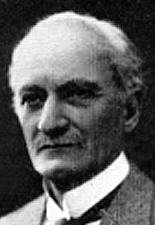
André Berthelot omstreeks 1920

André Marcel Berthelot (Parijs, 20 mei 1862 - Parijs, 6 juni 1938) was een Frans politicus en ondernemer.

## Levensloop
Hij was een zoon van professor Marcellin Berthelot en zijn vrouw Sophie, en de oudere broer van Philippe Berthelot, secretaris-generaal van het Ministerie van Buitenlandse Zaken, Daniel Berthelot, geleerde en René Berthelot, filosoof.
Student aan de École française de Rome, en gepromoveerd in geschiedenis en aardrijkskunde, interesseerde hij zich ook voor sociologie, psychologie, stedenbouw enz. Hij werd gelast met zendingen in Italië en in Nederland. In 1886 werd hij docent en adjunct-directeur van de École pratique des hautes études, waar hij de geschiedenis van de Griekse en Romeinse godsdiensten doceerde. Hij werd gemeenteraadslid van Parijs en raadslid van het Seinedepartement van 1894 tot 1898. Van 1898 tot 1902 was hij socialistisch volksvertegenwoordiger en van 1920 tot 1927 senator.
In 1896-1897 was Berthelot de grote verdediger van een metro in Parijs. Hij leerde Édouard Empain kennen en deed er alles aan opdat deze Belgische aannemer het gigantische werk van de Parijse metro zou worden toegewezen, waarin hij slaagde. Hij werd later bestuurder en voorzitter van verschillende vennootschappen die tot de Groep Empain behoorden.
Hij was ook secretaris van de Grande Encyclopédie.
Hij was verder:
- bestuurder van de Touring club de France,
- bestuurder en voorzitter van de Société du Métropolitain (1902-1919),
- voorzitter van de Société parisienne pour l'industrie des chemins de fer et tramways électriques (1901-1937),
- promotor van de Société d'électricité de Paris (1906),
- promotor van de Société des ateliers électriques de Jeumont,
- stichter van de Compagnie de navigation Sud-Atlantique (1910),
- stichter van de Banque industrielle de Chine (1911).